# 図案シリーズ

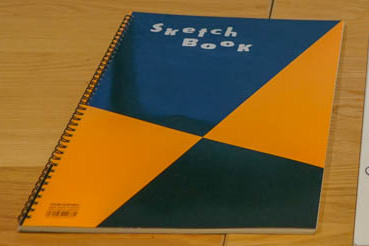
一般的な図案シリーズ

図案シリーズ（ずあんシリーズ）とは、マルマンが販売するスケッチブックのブランド名。図案スケッチブックとも呼ばれる。

## 概要
マルマンが1958年に販売を開始した。年に200万冊以上売れる看板商品であり、幼稚園や学校をはじめ、プロの画家にまで幅広く愛用されている。近年ではテレビにおいて出演者に指示を伝えるカンペとして使われることも増えている。
表紙の深緑と黄色のデザインは図案の「図」をモチーフにしたといわれている。

## 沿革

### 発売まで
1920年当時、紙は高級品で、スケッチブックはヨーロッパからの高級な輸入品のみだった。その状況を鑑みた井口興一が「子どもたちが夢を描ける手軽に買える国産のスケッチブックを作りたい」と考え丸万商店（現在のマルマン）を創業、学習用スケッチブックの製造販売を開始した。マルマンのスケッチブックはやがて関東や東北を中心に中学校に納品されるようになった。
その後第二次世界大戦により一時は事業を中断したものの、終戦から2年後の1947年に会社が再開、さらに2年後の1949年にスケッチブックの製造及び学校への納入も再開した。
1958年、ドイツから金属リングで綴じるスパイラル製本機を日本で初めて導入し、図案シリーズの量産を開始した。
1958年の発売以来ほぼ変わっていない表紙のデザインはグラフィックデザイナーの奈良部恵三が青山学院大学在学中にマルマンに持ち込んだものであり、その斬新なデザインを気に入った当時の社長が採用した。

### 販売開始から現在まで
1960年代の高度経済成長に伴ってマルマン製品の売り上げは大きく伸び、なかでも図案シリーズの人気は「奇跡」と呼ばれるほどだった。
1974年には宮崎県日南市での製造が開始され、現在では9割以上の製品が日南で製造されている。
昭和後期にはディテールに若干手を加え、表紙の濃い緑の色のトーンがやや暗めになる、綴じ方がスパイラルリングからツインリングになるなどの、細かな変更が行われた。
2008年7月には量産開始50周年を記念して図案シリーズのブランドマークの作成や、1958年当時の仕様を再現した「図案シリーズ・復刻版」の発売などが行われた。また、同年にはグッドデザイン・ロングデザイン賞を受賞した。
2012年7月には東京ビッグサイトで行われた｢国際 文具・紙製品展 ISOT」に、親子で遊ぶために工夫が凝らされたスケッチブック「図案スケッチブック One Day」を展示した。この製品は同年にキッズデザイン賞を受賞している。
2018年には量産開始60周年を記念し、特設サイト「ZUAN LIFE！」の開設や、図案シリーズの模様があしらわれたトートバッグやクリアファイル、スマートフォンケース、ふせんなどの発売、スーパーカブ（ホンダ）や東京タワー、uni（三菱鉛筆）とのコラボレーションなどが行われた。
2020年にはマルマン創業100周年を記念し、図案シリーズ柄のカレンダーやポチ袋、ミニバインダーなどを発売した。また、マルマンの創立日である9月21日を「スケッチブックの日」と制定した。
同年4月16日には宝島社から図案シリーズ柄のポーチが付録となったムック 「ZUAN LOVE！ 『図案スケッチブック』がある毎日。」が、翌年の2021年9月28日には図案シリーズ柄のカードケースが付録となった「ZUAN LOVE！『図案スケッチブック』カードケースBOOK」がそれぞれ発売された。

## 受賞歴
- 2010年 - グッドデザイン・ロングデザイン賞[21]
- 2012年 - キッズデザイン賞（ 図案スケッチブック One Day）[23]

## 製品

### 図案スケッチブック
1958年から発売されているオーソドックスなスケッチブック。A3・A4・B4・B5・B6の5種類のサイズがある。使用されている画用紙の表面には「シボ」と呼ばれる凹凸が施されており、さまざまな画材に対応する独特な書き味を生んでいる。
図案スケッチブックは他社にOEM商品として提供されており、漫画やアニメなどとコラボレーションした商品が発売されている。

### 図案スケッチブック One Day
2011年9月より発売されているスケッチブック。あらかじめあるテーマに沿ったイラストが描かれており、子供向けの製品となっている。2012年にキッズデザイン賞を受賞した。

### 図案スケッチパッド
現在でも発売されているスケッチパッド。A4・B4・B5・ハガキの4種類のサイズがある。用紙が一枚ずつ剥がせるようになっている。

### 図案メモノート・メモパッド
現在でも発売されているノートおよびノートパッド。メモノートはA6変型・A7、メモパッドはB7変型・A7と、それぞれ2種類のサイズがある。

### スケッチバインダー
2017年10月20日より発売されているバインダー。A4・B5・A5・ミニの4種類のサイズがある。